# Václav Maňas st.
Václav Maňas byl českým skladatelem a hudebníkem. Narodil se 13. ledna 1914 v Sehradicích u Zlína a zemřel 30. září 1997 tamtéž.

## Život
Narodil se v Sehradicích 13. ledna 1914. Vyučil se kolářem. Jako nejstarší syn měl zdědit rodinné hospodářství. Vystudoval Hospodářskou školu ve Vizovicích. Nicméně se od dětství toužil věnovat hudbě. V hudbě i skladbě byl samoukem. Sám se naučil noty, jen krátce navštěvoval dálkové kurzy skladby. V době, kdy doma ještě neměli klavír si namaloval na stůl klávesy a na nich se učil hrát z not. Brzy hrál pravidelně na varhany v kostele v sousední Horní Lhotě. Již jako chlapec hostoval v lázeňském symfonickém orchestru v Luhačovicích. V místním ochotnickém divadle zajišťoval hudební složku tehdy populárních operet
Nikdy se však nestal profesionálním hudebníkem. Dál pracoval jako zemědělec na svém hospodářství. Hudbě se zcela věnoval jeho bratr František Maňas. Oženil se, vychoval dva syny, Václava a Františka, kteří se oba stali hudebníky a skladateli.
Na varhany v Horní Lhotě hrál naposledy 28. září 1997 na svátek Sv. Václava. O dva dny později, ve svých 83 letech, zemřel na srdeční selhání.

## Dílo
Za svůj život napsal kolem 300 převážně oddechových a tanečních skladeb.
- Valašská dědinka
- Rozmarýnka
- Utíká to utíká
- Sehradské mámy
- Překrásné Valašsko
- Tonička

Komponoval však i skladby koncertního charakteru, např. Valašské tance a dechová kvinteta. Známým se stal také jako autor a aranžér skladeb smutečního charakteru.